# Vietnams nationella volleybollmästerskap (damer)
Vietnams nationella volleybollmästerskap (vietnamesiska: Giải bóng chuyền vô địch quốc gia Việt Nam) är den högsta serien i Vietnams seriesystem. Serien skapades 2004 och organiseras av Liên đoàn bóng chuyền Việt Nam (Vietnams volleybollförbund). Formatet på serien och hur mästarna utses har varierat över åren. Från 2021 spelas först ett seriespsel där alla möter alla. Sedan spelar lag 1-4 i serien semifinaler och final för att utse segrar, medan lag 7-10 spelar om vilka som får stanna kvar i serien respektive åker ur.

## Resultat per år
| År   | Mästare                         | Tvåa                            | Trea                  | Fyra                  | Etta i seriespelet              |
| 2004 | Bộ Tư lệnh Thông tin            | Vital Thái Bình                 | Bưu điện Hà Nội       | Giấy Bãi Bằng         | Bộ Tư lệnh Thông tin            |
| 2005 | Bộ Tư lệnh Thông tin            | Tuần Châu Quảng Ninh            | Vital Thái Bình       | VTV Bình Điền Long An | VTV Bình Điền Long An           |
| 2006 | Bộ Tư lệnh Thông tin            | Vital Thái Bình                 | Ngân hàng Công Thương | VTV Bình Điền Long An | Ngân hàng Công Thương           |
| 2007 | Vital Petechim Thái Bình        | VTV Bình Điền Long An           | Ngân hàng Công Thương | Giấy Bãi Bằng         | Vital Petechim Thái Bình        |
| 2008 | Bộ Tư lệnh Thông tin Trust Bank | Vital Petechim Thái Bình        | VTV Bình Điền Long An | Ngân hàng Công Thương | VTV Bình Điền Long An           |
| 2009 | VTV Bình Điền Long An           | Bộ Tư lệnh Thông tin Trust Bank | PV Oil Thái Bình      | Vietsovpetro          | Bộ Tư lệnh Thông tin Trust Bank |
| 2010 | Thông tin Liên Việt Bank        | Vietsovpetro                    | VTV Bình Điền Long An | PV Oil Thái Bình      | Truyền hình Vĩnh Long           |
| 2011 | VTV Bình Điền Long An           | Thông tin LienVietPostBank      | Ngân hàng Công Thương | PV Oil Thái Bình      | Thông tin LienVietPostBank      |
| 2012 | Thông tin LienVietPostBank      | Ngân hàng Công Thương           | VTV Bình Điền Long An | PVD Thái Bình         | Ngân hàng Công Thương           |
| 2013 | Thông tin LienVietPostBank      | Ngân hàng Công Thương           | Vietsovpetro          | Tiến Nông Thanh Hóa   | Thông tin LienVietPostBank      |
| 2014 | Thông tin LienVietPostBank      | VTV Bình Điền Long An           | Ngân hàng Công Thương | Tiến Nông Thanh Hóa   | Không có do Đại hội TDTT        |
| 2015 | Thông tin LienVietPostBank      | Ngân hàng Công Thương           | VTV Bình Điền Long An | Tiến Nông Thanh Hóa   | VTV Bình Điền Long An           |
| 2016 | Ngân hàng Công Thương           | Thông tin LienVietPostBank      | VTV Bình Điền Long An | Tiến Nông Thanh Hóa   | Ngân hàng Công Thương           |
| 2017 | VTV Bình Điền Long An           | Thông tin LienVietPostBank      | Ngân hàng Công Thương | PVD Thái Bình         | Ngân hàng Công Thương           |
| 2018 | VTV Bình Điền Long An           | Thông tin LienVietPostBank      | Ngân hàng Công Thương | Tiến Nông Thanh Hóa   | VTV Bình Điền Long An           |
| 2019 | Thông tin LienVietPostBank      | Ngân hàng Công Thương           | Kinh Bắc Bắc Ninh     | VTV Bình Điền Long An | VTV Bình Điền Long An           |
| 2020 | Thông tin LienVietPostBank      | HCĐG Hà Nội                     | Kinh Bắc Bắc Ninh     | Ngân hàng Công Thương | Không có, do dịch Covid         |
| 2021 | Bộ Tư lệnh Thông tin - FLC      | HCĐG Hà Nội                     | Than Quảng Ninh       | Ninh Bình Doveco      | VTV Bình Điền Long An           |
| 2022 | Geleximco Thái Bình             | HCĐG Hà Nội                     | VTV Bình Điền Long An | Ninh Bình Doveco      | Không tổ chức                   |